# Bovinicoltura

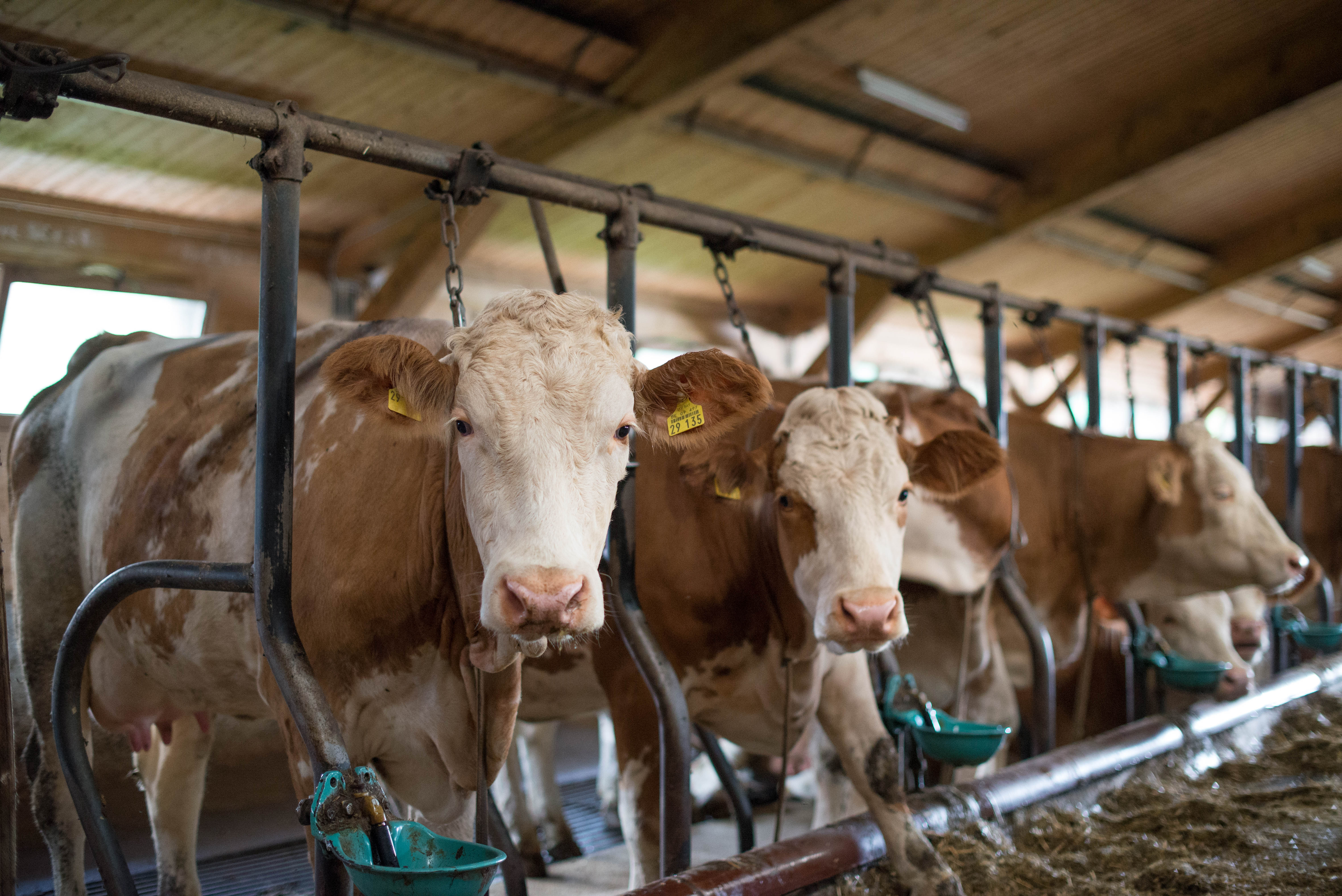
Bovini in una stalla

La bovinicoltura consiste nell'allevamento dei bovini con finalità economiche. Le produzioni di questo tipo di allevamento sono costituite da latte, carne, cuoio e letame.

## Storia

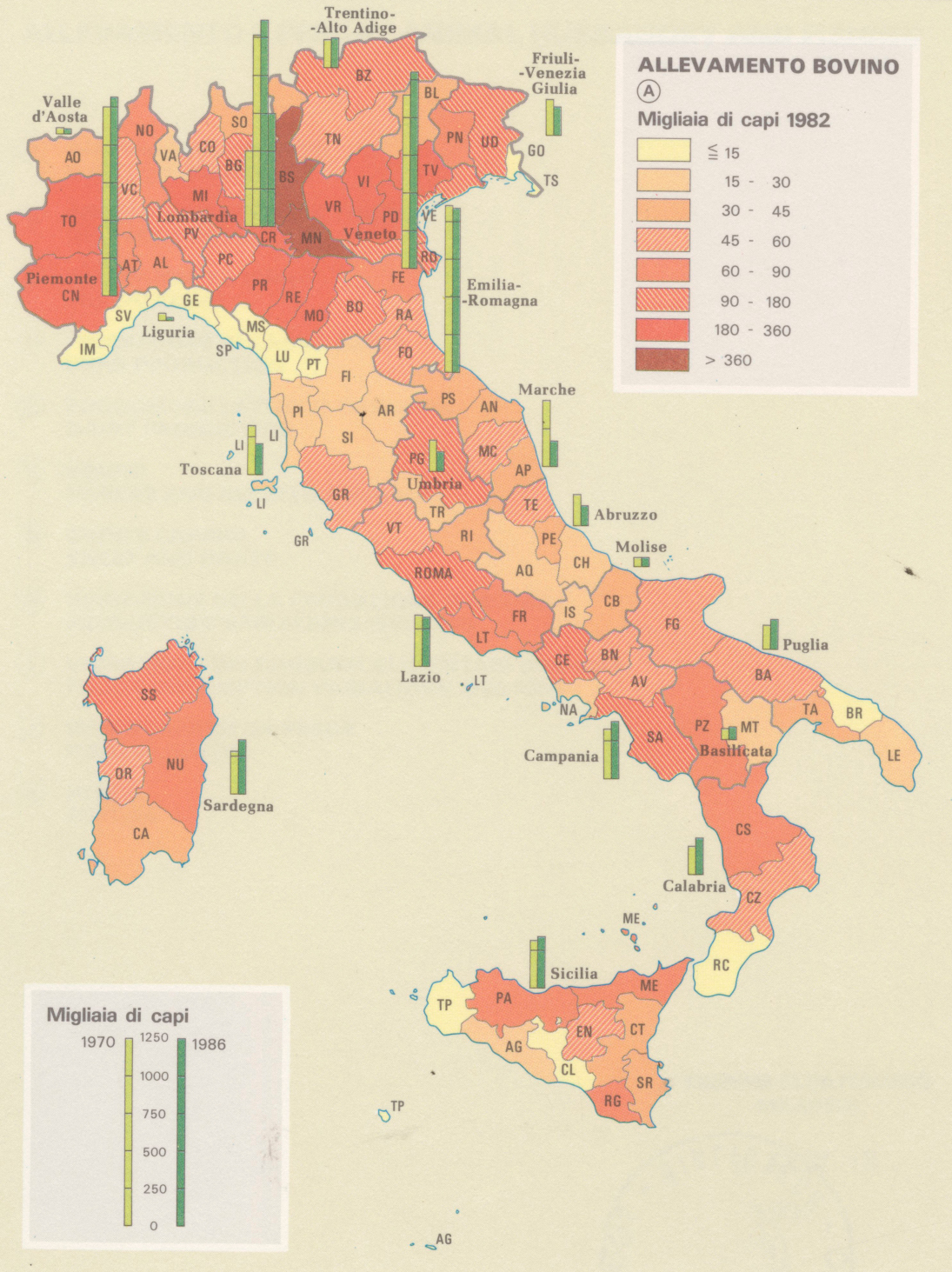
Allevamento bovino in Italia per provincia nel 1982.

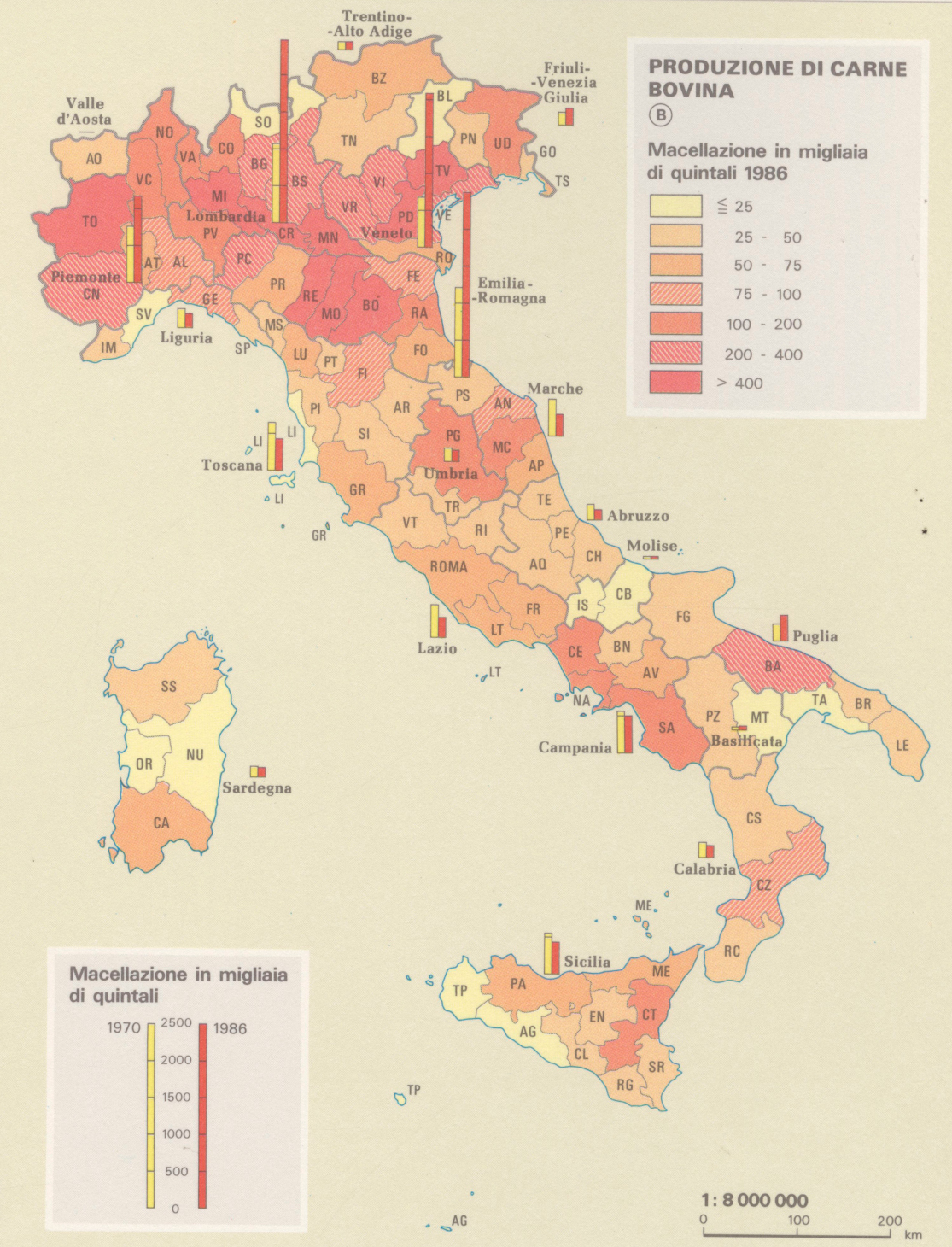
Produzione di carne bovina in Italia per provincia nel 1986.

La domesticazione del Bos taurus è avvenuta tra il 10.000 e l'8.000 A.C. in Medio Oriente e in India. I bovini venivano allevati per il lavoro agricolo (trazione di aratri e carri) e il latte, da cui si ricavava il formaggio. All'inizio l'allevamento bovino era di tipo pastorale. In seguito, con la nascita dell'agricoltura e la sedentarizzazione delle popolazioni, l'allevamento cominciò a svilupparsi attorno ai villaggi agricoli. Le famiglie di agricoltori avevano alcuni bovini da cui ricavavano lavoro agricolo e latte; le produzioni di formaggio cominciarono a diversificarsi.
I Romani contribuirono allo sviluppo dell'allevamento bovino, in particolare per la produzione di latte destinato alla trasformazione in formaggi a pasta dura, che erano conservabili, facilmente trasportabili e costituivano parte del vettovagliamento dei legionari.
Durante il Medioevo i bovini venivano allevati nei monasteri per la produzione di formaggi, che insieme al pane costituivano il principale nutrimento dei pellegrini. I bovini da lavoro erano invece posseduti soprattutto dai feudatari per il lavoro nelle loro terre.
Nell'Età moderna l'allevamento dei bovini ebbe un nuovo impulso con la nascita delle prime aziende specializzate. In Inghilterra nel XVI secolo i ricchi proprietari terrieri si interessarono alla selezione e al miglioramento delle razze bovine.
Nel XIX secolo cominciarono a comparire i primi Registri genealogici delle razze bovine. Alla fine del secolo l'impiego dei bovini da lavoro cominciò a perdere importanza a seguito della meccanizzazione agricola.
Nel XX secolo si è verificato uno sviluppo dell'allevamento intensivo, soprattutto in Europa e in USA. Si è verificato anche un aumento del consumo di carne bovina e l'allevamento dei bovini da carne ha acquistato maggiore importanza. Grazie a nuove tecniche di alimentazione (uso di mangimi concentrati) e al miglioramento genetico delle razze, si è avuto un notevole incremento della produzione di latte e un aumento del peso degli animali, con una migliore resa in carne alla macellazione. Negli allevamenti si è diffusa anche l'inseminazione artificiale. Negli anni novanta si è avuta in Europa la comparsa dell'encefalopatia spongiforme bovina, che ha causato una crisi senza precedenti nel mercato dei bovini da carne, che è stata superata grazie all'adozione di alcune misure riguardanti la produzione e somministrazione di mangimi e la macellazione degli animali. Nel settore della produzione del latte si sono verificate eccedenze, per cui è stato introdotto il sistema delle quote latte, in modo da orientare la produzione verso la qualità diminuendo invece la quantità.
Lo sviluppo di nuove razze produttive ha messo in crisi le razze locali tradizionali, che rischiano di scomparire; pertanto alcuni Stati hanno avviato programmi di salvaguardia di queste razze. A tal fine, nel 1985 è stato creato in Italia il Registro anagrafico delle popolazioni bovine autoctone e dei gruppi etnici a limitata diffusione.

## Allevamento
I bovini sono allevati in diversi paesi del mondo.
In Europa e in USA l'allevamento bovino si è evoluto verso l'allevamento intensivo, in cui gli animali vivono tutto l'anno nelle stalle dove vengono alimentati con mangimi vari. Si ha così la stabulazione permanente, che può essere a sua volta fissa o libera. Nella stabulazione fissa gli animali occupano sempre lo stesso spazio detto posta e sono legati ad una rastrelliera. Nella stabulazione libera gli animali possono muoversi liberamente nella stalla, che è divisa in tre zone: zona di alimentazione, dove sono presenti le mangiatoie; zona di movimento; zona di riposo. Nella zona di riposo gli animali possono occupare uno spazio collettivo o avere spazi individuali detti cuccette, che sono separate tra loro da muretti o ringhiere metalliche. La zona di movimento si trova in genere all'aperto ed è recintata e parzialmente coperta da una tettoia che serve per ripararsi dal sole. Il fabbisogno di acqua è assicurato da abbeveratoi automatici. La stabulazione fissa è ormai riservata ai piccoli allevamenti, mentre la stabulazione libera è diffusa negli allevamenti medi e grandi. Le stalle devono essere adeguatamente ventilate per permettere il ricambio d'aria e sottoposte a termoregolazione per mantenere la temperatura ottimale sia in inverno che in estate.

## Produzioni
I bovini si allevano per il latte o la carne, dato che con la meccanizzazione agricola l'allevamento dei bovini per il lavoro ha perso importanza. A seconda dell'età di macellazione, la carne bovina si distingue in:
- vitello, se la macellazione avviene prima dei 6 mesi
- vitellone, se la macellazione avviene fra i 7 e i 10 mesi
- manzo, se la macellazione avviene fra i 10 mesi e 3 anni e l'animale è castrato se maschio o non ha partorito se femmina
- bovino adulto, se la macellazione avviene dopo i 4 anni.

Nel mondo, i Paesi con la maggiore produzione di bovini sono USA, Brasile, Cina e Argentina. Nell'Unione europea i maggiori produttori sono Romania, Polonia, Francia, Spagna, Italia e Bulgaria. In Italia l'allevamento bovino è maggiormente presente in Lombardia, Veneto, Piemonte ed Emilia-Romagna.